# Ken Bartholomew
Ken Bartholomew (n. 10 februarie 1920, Leonard⁠(d), Dakota de Nord, SUA – d. 9 octombrie 2012, Bloomington⁠(d), Minnesota, SUA) a fost un patinator de viteză ce a reprezentat Statele Unite ale Americii, medaliat olimpic. A participat la o ediție a Jocurilor Olimpice (1948) în care a câștigat o medalie de argint.

## Participări
Lista de mai jos prezintă principalele competiții la care a participat Ken Bartholomew de-a lungul carierei.
- Pattinaggio di velocità ai V Giochi olimpici invernali - 500 m maschile[*]